# Cornelis Christiaan Berg (Botaniker)
Cornelis Christiaan (Cees oder Kees) Berg (* 2. Juli 1934 in Bandung, Niederländisch-Indien; † 31. August 2012 in Rotterdam) war ein niederländischer Botaniker. Sein offizielles botanisches Autorenkürzel lautet „C.C.Berg“.

## Leben und Wirken
Berg wurde in Bandung, Indonesien geboren. Er studierte Gartenbau, bis er 1957 an die Universität Utrecht wechselte und bis 1964 Biologie studierte. Nebenbei arbeitete er als Lehrer. 1985 wurde er als Professor für Botanik an die Universität Bergen berufen. Seinen Doktorgrad erhielt er für seine Monographie Taxonomic studies in Moraceae die in der Flora Neotropica erschien. Er spezialisierte sich weiter auf Moraceae. Dabei leistete er Beiträge zur Flora of Gabon (1984), Flore du Cameroun (1985) und der Flora of Tropical East Africa (1989). danach wendete er sich der Neotropis zu und schrieb mehrere Monographien für die Flora Neotropica, sowie Beiträge zur Flora of the Guianas und zur Flora de Venezuela, sowie zur Flora of Ecuador. Jetzt hat er sich vor allem auf die Gattungen Cecropia und Ficus spezialisiert.